# 石门镇 (甘泉县)
石门镇，是中华人民共和国陕西省延安市甘泉县下辖的一个乡镇级行政单位。
2015年，陕西省民政厅批复同意将原城关镇的雷家沟、圪崂、高哨、南沟门、油粉、和平、枣林、寺沟、新民、雷村、新河、岳屯、汪屯、石桥峪14个村划归石门乡，撤销石门乡，设立石门镇。

## 行政区划
石门镇下辖以下地区：
高哨村、枣林村、和平村、油粉村、汪屯村、新河村、石桥峪村、雷家沟村、南沟门村、雷村、岳屯村、圪崂村、新民村、寺沟村、石门村、海眼沟村、张槐湾村、庄科塔村、魏家沟村、王坪村、白渠村、封家湾村、和子坪村、乱柴沟村、公家峪村、关河峪村、台庄村、魏岔村、梁庄村、许寨村、高家河村、杨家河村和大庄河村。